# Ivan Lučić-Lavčević
Ivan Lučić-Lavčević (Stari Grad, Hvar, 23. prosinca 1905. – okolica Splita, 23. prosinca 1942.), hrvatski komunist, antifašistički borac i narodni heroj.

## Životopis

### Prije rata
Rođen je u staroj zemljoradničkoj obitelji, s devetoro braće i sestara. Osnovnu školu završio je u rodnom mjestu. Kao odličnog đaka, roditelji su ga upisali u dominikansku gimnaziju koju je zbog slabog ekonomskog stanja obitelji napustio poslije petog razreda nakon čega se prihvatio teških zemljoradničkih poslova.
Za vrijeme talijanske okupacije otoka Hvara nakon Prvog svjetskog rata, Lavčević se priključio hvarskim domoljubima u borbi protiv okupacije. Samo dvije godine poslije formiranja prve partijske ćelije Komunističke partije Jugoslavije na Hvaru, već 1922. godine postao je član Saveza komunističke omladine Jugoslavije. Razvijao je aktivnost u kulturno-prosvjetnim i sportskim društvima. Starigradska partijska organizacija ga je zbog istaknutog revolucionarnog rada primila u svoje redove 1924. godine.
Prvog svibnja, usprkos zabrani vlasti, komunisti su organizirali i održali zbor oko 1000 pučana, na Rašniku u Vrbanjskom polju, na kojem je Lavčević govorio o povijesnoj ulozi radničke klase. Vlasti su ga često uhitile i maltretirale. Da bi izbjegao uhićenje pod režimom diktature, ilegalno je otišao u Sovjetski Savez, gdje je završio Komunistički univerzitet nacionalnih manjina Zapada. Po svojoj želji, radio je u tvornici u Rostovu, kao mehaničar i partijski radnik. Na rodni otok vratio se ilegalno 1936. godine, ali je odmah uhićen i podvrgnut saslušanjima. Zahvaljujući njegovom držanju i utjecaju Partije među mještanima, policija ga je pustila.
Godine 1937. nastanio se u Splitu i zaposlio kao mehaničar. Nastavio je partijsku aktivnost u novoj sredini i borio za provođenje zadataka koje je pred partijsku organizaciju Dalmacije postavio novi Centralni komitet KPJ na čelu s Josipom Brozom Titom. Krajem listopada 1939. godine, imenovan je u novi Pokrajinski komitet KP Hrvatske za Dalmaciju i u Radni odbor Pokrajinskog odbora Stranke radnog naroda. Posebno je sudjelovao u sređivanju i jačanju splitske partijske organizacije, kojoj je kratko vrijeme stajao na čelu. Na pokrajinskoj partijskoj konferenciji u Splitu, 2. kolovoza 1940. godine, izabran je za člana Pokrajinskog komiteta i zadužen za sektor agitacije i propagande. Njegovim zauzimanjem, partijska organizacija Dalmacije je, 1. studenog 1940., dobila svoje glasilo "Borba radnog naroda".

### Drugi svjetski rat
Kao član PK KPH, u danima kapitulacije, pomagao je partijskim organizacijama u Splitu i na Hvaru da se snađu u novonastaloj situaciji. Krajem travnja 1941. godine, postavljen je za rukovoditelja Vojne komisije pri PK KPH, koja je trebala rukovoditi pripremama za oružane akcije i obukom omladine u rukovanju oružjem. Njegovim je zalaganjem 22. lipnja 1941. počeo izlaziti "Naš izvještaj", glasilo PK-a. Sudjelovao je u organiziranju prvih partizanskih odreda i izvođenju borbenih akcija u Splitu. Zbog stalnih represija okupatora, često je mijenjao ilegalne stanove, naročito poslije uhićenja sekretara Centralnog komiteta KPH, Rade Končara.
6./7. veljače 1942. fašisti su otkrili stan u kojem je živio Lavčević. Iako je isprva uspio pobjeći, uhićen je u Stedovoj ulici kada je naišao na talijansku ophodnju. Neprekidno je saslušavan i batinan.
Zbog iznimno teškog zdravstvenog stanja poslan je u zatvorsku bolnicu u namjeri da ga privremeno izliječe i nastave saslušanja. Partijsko rukovodstvo grada ubrzo je saznalo za to i osmislilo plan za njegovo oslobađanje. Trojica prerušenih partizana, pripadnici Mosorskog partizanskog odreda, upali su u bolnicu i izveli Lučića, ali su pritom bili otkriveni. Lučić je pri bijegu ranjen u nogu, ponovno uhvaćen na ulici i prebačen u ćeliju gdje se ponovo susreo sa sekretarom CK KPH, Radom Končarom. S njim je sredinom svibnja 1942. godine prebačen u Šibenik, ali su njega fašisti vratili u splitski zatvor, pošto su pripadnici Narodnooslobodilačkog pokreta uoči suđenja uništili njegov dosje.
Liječnici, pripadnici NOP-a, uspjeli su da s dijagnozom teške zarazne bolesti, Lučića prebace u novu bolnicu na Firulama. Iako je mjesni komitet KPH planirao oslobođenje Lučića, isto nije bilo moguće jer je Lučić bio nepokretan. Fašisti su ga u kamionu, 23. prosinca 1942. godine, odveli iz bolnice i ubili na nepoznatom mjestu.

## Počasti
Odlukom predsjedništva Antifašističkog vijeća narodnog oslobođenja Jugoslavije, 5. prosinca 1944. godine, među prvim borcima Narodnooslobodilačke vojske proglašen je za narodnog heroja.
Godine 1948. utemeljena je splitska građevinska tvrtka koja nosi njegovo ime. U Splitu se je po Lavčeviću zvala jedna ulica.
Godine 1959. godine povodom 40. obljetnice KPJ, SKOJ-a i revolucionarnih sindikata, u parku na šetalištu Bačvice u Splitu, otkriveno mu je poprsje, rad akademskog kipara Mirka Ostoje.